# Rhinella bergi
Rhinella bergi är en groddjursart som först beskrevs av Céspedez 2000.  Rhinella bergi ingår i släktet Rhinella och familjen paddor. IUCN kategoriserar arten globalt som livskraftig. Inga underarter finns listade i Catalogue of Life.